# عبد الحليم النجار
الدكتور عبد الحليم النَّجَّار (ت. 1383 هـ / 1964 م) هو مترجم، من أهل مصر.
كان مديراً للمركز الإسلامي بواشنطن.

## آثاره
ترجم من الألمانية:
- كتاب «العربية» للمستشرق يوهان فك.
- «العقيدة والشريعة في الإسلام» ترجمه عن كولدزيهر.
- «مذاهب التفسير الإسلامي» ترجمه عن كولدزيهر أيضا.[1]
- عمل في ترجمة «تاريخ الأدب العربي» للمستشرق بروكلمن فعاجلته الوفاة قبل أن ينجزه.[2]